# 3 (álbum de Los Amantes de Lola)
3 es el tercer álbum de estudio de la banda mexicana de rock en español Los Amantes de Lola y fue publicado de manera independiente en formato de disco compacto en el año de 2004.

## Lista de canciones
| N.º | Título                        | Duración |  |
| 1.  | «Descubrí»                    | 4:36     |  |
| 2.  | «Santo»                       | 4:53     |  |
| 3.  | «Resurrección»                | 4:13     |  |
| 4.  | «La mitad del tiempo»         | 4:11     |  |
| 5.  | «Jamás»                       | 4:31     |  |
| 6.  | «No me alivio»                | 4:13     |  |
| 7.  | «El duelo»                    | 6:15     |  |
| 8.  | «La eterna fisura»            | 3:31     |  |
| 9.  | «El ángel exterminador»       | 4:34     |  |
| 10. | «Cruz del tiempo»             | 3:49     |  |
| 11. | «Acompáñame»                  | 4:37     |  |
| 12. | «Justify» (canción en inglés) | 4:00     |  |

## Créditos
- Kazz — voz y bajo.
- Gasú — guitarra.
- Alejandro Tirado Lozano — batería.